# Henri Duparc

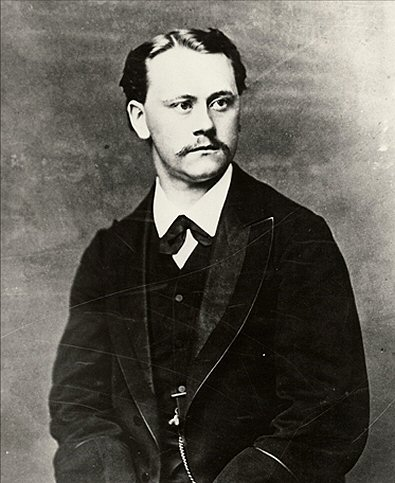
Henri Duparc 1880.

Marie Eugène Henri Duparc, född 21 januari 1848, död 12 januari 1933, var en fransk tonsättare.
Duparc var elev till bland andra César Franck och var en begåvad musiker, vars verksamhet dock avbröts av obotlig nervsjukdom vilken tvingade honom att överge musiken redan 1885. Duparc har skrift en symfonisk dikt, Léonore (efter Gottfried August Bürgers ballad), pianostycken (därbland Feuilles volantes), en orkesternocturne och en rad sånger. Fastän till antalet få är Duparcs kompositioner betydelsefulla för fransk musik.
Några av Duparcs sånger:
- Chanson triste (Jean Lahor), 1868
- Elégie (Thomas Moore), 1874
- Extase (Jean Lahor), 1874
- Lamento (Théophile Gautier), 1868
- La vie antérieure (Charles Baudelaire), 1876
- Le manoir de Rosemonde (Robert de Bonnières), 1879
- L'invitation au voyage (Charles Baudelaire), 1871
- Phydilé (Charles Marie René Leconte de Lisle), 1872
- Soupir (Sully Prudhomme), 1868